# 孔首丽体鱼属
孔首麗體魚屬，是條鰭魚綱䲁形目麗魚科下的一個屬。

## 分類
本屬屬於褶唇麗魚亞科，目前被認可的種如下：
- 大唇孔首麗體魚 Trematocranus labifer
- 小口孔首麗體魚 Trematocranus microstoma
- 楯齒孔首麗體魚 Trematocranus placodon